# Casal da Serra (São Vicente da Beira)
Casal da Serra é uma aldeia portuguesa no distrito de Castelo Branco, região estatística do Centro e sub-região da Beira Baixa, que pertence à freguesia de São Vicente da Beira, e consequentemente ao concelho de Castelo Branco.
Localiza-se a 4 quilómetros da sede de freguesia e a 35 quilómetros de Castelo Branco.

Esta aldeia tem a Associação de Caça e Pesca Casaleirense, que para além da atividade de caça na sua zona de reserva, realiza também outras atividades recreativas e culturais, entre as quais a festa anual em honra do padroeiro da aldeia.